# Aldana Villalba
Aldana Micaela Villalba (n. Ciudad de Santo Tomé, Provincia de Santa Fe, Argentina, 23 de abril de 2001) es una futbolista argentina que juega como delantera en el Club Atlético Unión de la Primera División de la Liga Santafesina.

## Trayectoria
Aldana Villalba se inició futbolísticamente en el club Unión donde saldría campeona en múltiples ocasiones. En el año 2019 decidió incorporarse a las filas del club El Quilla donde lograría destacarse y poder ser llamada por la selección.

## Clubes
| Club             | País      | Año           |
| ---------------- | --------- | ------------- |
| Unión (Santa Fe) | Argentina | 2012-2018     |
| El Quilla        | Argentina | 2019          |
| Unión (Santa Fe) | Argentina | 2020-presente |

### Estadísticas
- Actualizado al 28 de abril de 2021

| Club | Div.                                        | Temporada                                   | Liga Regional(1)                            | Liga Regional(1)                            | Liga Regional(1)                            | Copa Provincial(2)                          | Copa Provincial(2)                          | Copa Provincial(2)                          | Liga Nacional(3)                            | Liga Nacional(3)                            | Liga Nacional(3)                            | Copa Nacional(4)                            | Copa Nacional(4)                            | Copa Nacional(4)                            | Copa Internacional(5)                       | Copa Internacional(5)                       | Copa Internacional(5)                       | Total                                       | Total                                       | Total  | Media goleadora |
| Club | Div.                                        | Temporada                                   | Part.                                       | Goles                                       | Asist.                                      | Part.                                       | Goles                                       | Asist.                                      | Part.                                       | Goles                                       | Asist.                                      | Part.                                       | Goles                                       | Asist.                                      | Part.                                       | Goles                                       | Asist.                                      | Part.                                       | Goles                                       | Asist. | Media goleadora |
| --- | ------------------------------------------- | ------------------------------------------- | ------------------------------------------- | ------------------------------------------- | ------------------------------------------- | ------------------------------------------- | ------------------------------------------- | ------------------------------------------- | ------------------------------------------- | ------------------------------------------- | ------------------------------------------- | ------------------------------------------- | ------------------------------------------- | ------------------------------------------- | ------------------------------------------- | ------------------------------------------- | ------------------------------------------- | ------------------------------------------- | ------------------------------------------- | ------ | --------------- |
| Unión Argentina |                                             |                                             |                                             |                                             |                                             |                                             |                                             |                                             |                                             |                                             |                                             |                                             |                                             |                                             |                                             |                                             |                                             |                                             |                                             |        |                 |
| 1.ª | 2012                                        | 0                                           | 0                                           | 0                                           | -                                           | -                                           | -                                           | -                                           | -                                           | -                                           | -                                           | -                                           | -                                           | -                                           | -                                           | -                                           | 0                                           | 0                                           | 0                                           | 0      |                 |
| 1.ª | 2013                                        | 0                                           | 0                                           | 0                                           | -                                           | -                                           | -                                           | -                                           | -                                           | -                                           | -                                           | -                                           | -                                           | -                                           | -                                           | -                                           | 0                                           | 0                                           | 0                                           | 0      |                 |
| 1.ª | 2014                                        | 0                                           | 0                                           | 0                                           | -                                           | -                                           | -                                           | -                                           | -                                           | -                                           | 0                                           | 0                                           | 0                                           | -                                           | -                                           | -                                           | 0                                           | 0                                           | 0                                           | 0      |                 |
| 1.ª | 2015                                        | 0                                           | 0                                           | 0                                           | -                                           | -                                           | -                                           | -                                           | -                                           | -                                           | -                                           | -                                           | -                                           | -                                           | -                                           | -                                           | 0                                           | 0                                           | 0                                           | 0      |                 |
| 1.ª | 2016                                        | 0                                           | 0                                           | 0                                           | -                                           | -                                           | -                                           | -                                           | -                                           | -                                           | 0                                           | 0                                           | 0                                           | -                                           | -                                           | -                                           | 0                                           | 0                                           | 0                                           | 0.     |                 |
| 1.ª | 2017                                        | 0                                           | 0                                           | 0                                           | 0                                           | 0                                           | 0                                           | -                                           | -                                           | -                                           | -                                           | -                                           | -                                           | -                                           | -                                           | -                                           | 0                                           | 0                                           | 0                                           | 0      |                 |
| 1.ª | 2018                                        | 0                                           | 0                                           | 0                                           | -                                           | -                                           | -                                           | -                                           | -                                           | -                                           | -                                           | -                                           | -                                           | -                                           | -                                           | -                                           | 0                                           | 0                                           | 0                                           | 0      |                 |
| Total | Total                                       | 0                                           | 0                                           | 0                                           | 0                                           | 0                                           | 0                                           | -                                           | -                                           | -                                           | -                                           | -                                           | -                                           | -                                           | -                                           | -                                           | 0                                           | 0                                           | 0                                           | 0      |                 |
| El Quilla Argentina |                                             |                                             |                                             |                                             |                                             |                                             |                                             |                                             |                                             |                                             |                                             |                                             |                                             |                                             |                                             |                                             |                                             |                                             |                                             |        |                 |
| 1.ª |                                             |                                             |                                             |                                             |                                             |                                             |                                             |                                             |                                             |                                             |                                             |                                             |                                             |                                             |                                             |                                             |                                             |                                             |                                             |        |                 |
| 2019 | 0                                           | 0                                           | 0                                           | -                                           | -                                           | -                                           | -                                           | -                                           | -                                           | -                                           | -                                           | -                                           | -                                           | -                                           | -                                           | 0                                           | 0                                           | 0                                           | 0                                           |        |                 |
| Total | Total                                       | 0                                           | 0                                           | 0                                           | -                                           | -                                           | -                                           | -                                           | -                                           | -                                           | -                                           | -                                           | -                                           | -                                           | -                                           | -                                           | 0                                           | 0                                           | 0                                           | 0      |                 |
| Unión Argentina |                                             |                                             |                                             |                                             |                                             |                                             |                                             |                                             |                                             |                                             |                                             |                                             |                                             |                                             |                                             |                                             |                                             |                                             |                                             |        |                 |
| 1.ª |                                             |                                             |                                             |                                             |                                             |                                             |                                             |                                             |                                             |                                             |                                             |                                             |                                             |                                             |                                             |                                             |                                             |                                             |                                             |        |                 |
| 2020 | Suspendido debido a la Pandemia de COVID-19 | Suspendido debido a la Pandemia de COVID-19 | Suspendido debido a la Pandemia de COVID-19 | Suspendido debido a la Pandemia de COVID-19 | Suspendido debido a la Pandemia de COVID-19 | Suspendido debido a la Pandemia de COVID-19 | Suspendido debido a la Pandemia de COVID-19 | Suspendido debido a la Pandemia de COVID-19 | Suspendido debido a la Pandemia de COVID-19 | Suspendido debido a la Pandemia de COVID-19 | Suspendido debido a la Pandemia de COVID-19 | Suspendido debido a la Pandemia de COVID-19 | Suspendido debido a la Pandemia de COVID-19 | Suspendido debido a la Pandemia de COVID-19 | Suspendido debido a la Pandemia de COVID-19 | Suspendido debido a la Pandemia de COVID-19 | Suspendido debido a la Pandemia de COVID-19 | Suspendido debido a la Pandemia de COVID-19 | Suspendido debido a la Pandemia de COVID-19 |        |                 |
| 2021 | 0                                           | 0                                           | 0                                           | -                                           | -                                           | -                                           | -                                           | -                                           | -                                           | 0                                           | 0                                           | 0                                           | -                                           | -                                           | -                                           | 0                                           | 0                                           | 0                                           | 0                                           |        |                 |
| Total | Total                                       | 0                                           | 0                                           | 0                                           | 0                                           | 0                                           | 0                                           | -                                           | -                                           | -                                           | 0                                           | 0                                           | 0                                           | -                                           | -                                           | -                                           | 0                                           | 0                                           | 0                                           | 0      |                 |
| Total en su carrera | Total en su carrera                         | Total en su carrera                         | 0                                           | 0                                           | 0                                           | 0                                           | 0                                           | 0                                           | 0                                           | 0                                           | 0                                           | 0                                           | 0                                           | 0                                           | 0                                           | 0                                           | 0                                           | 0                                           | 0                                           | 0      | 0               |
| (1) Incluye Liga Santafesina (Debido a la poca información que hay algunos datos pueden estar erróneos) (2) Incluye Torneo Provincial y Copa Santa Fe (3) Incluye Campeonato Argentino (4) Incluye Copa Federal (5) Incluye Copa Libertadores |                                             |                                             |                                             |                                             |                                             |                                             |                                             |                                             |                                             |                                             |                                             |                                             |                                             |                                             |                                             |                                             |                                             |                                             |                                             |        |                 |

## Palmarés

### Campeonatos regionales
| Título      | Club             | País      | Año  |
| ----------- | ---------------- | --------- | ---- |
| Copa de Oro | Unión (Santa Fe) | Argentina | 2013 |
| Apertura    | Unión (Santa Fe) | Argentina | 2014 |
| Copa de Oro | Unión (Santa Fe) | Argentina | 2014 |
| Apertura    | Unión (Santa Fe) | Argentina | 2016 |
| Copa de Oro | Unión (Santa Fe) | Argentina | 2016 |
| Apertura    | Unión (Santa Fe) | Argentina | 2017 |
| Apertura    | Unión (Santa Fe) | Argentina | 2018 |
| Clausura    | El Quilla        | Argentina | 2019 |
| Apertura    | Unión (Santa Fe) | Argentina | 2021 |

### Campeonatos provinciales
| Título     | Club             | País      | Año  |
| ---------- | ---------------- | --------- | ---- |
| Provincial | Unión (Santa Fe) | Argentina | 2017 |